# Ivo Josipović
Pour les articles homonymes, voir Josipović.
Ivo Josipović (ˈiːʋɔ ˈjɔsiːpoʋitɕ) , né le 28 août 1957 à Zagreb, est un homme d'État croate.
Il appartient initialement au Parti social-démocrate (SDP). Il est député entre 2003 et 2010, année où il devient président de la République après avoir remporté l'élection présidentielle au second tour. En 2015, candidat à un second mandat, il est défait au second tour par Kolinda Grabar-Kitarović.

## Biographie

### Formation
Diplômé de droit et compositeur, diplômé de l'Académie de musique de Zagreb (hr), il est professeur de droit à l'université de Zagreb et professeur de musique. En 1985, il a obtenu le premier prix de l'UER pour son œuvre Samba da Camera.

### Débuts en politique
Membre du Parti social-démocrate de Croatie (SDP), il est élu député de la première circonscription au Parlement de Croatie lors des élections législatives du 23 novembre 2003, qui voient le retour au pouvoir de l'Union démocratique croate (HDZ). Il est réélu pour un second mandat à l'occasion des élections du 25 novembre 2007.

### Élection présidentielle de 2009-2010
Il est investi par les sociaux-démocrates comme candidat à l'élection présidentielle des 27 décembre 2009 et 10 janvier 2010 au détriment du maire de Zagreb Milan Bandić, qui décide de maintenir sa candidature, se faisant exclure du parti.
Lors du premier tour de scrutin, marqué par une faible participation de 44 % des inscrits, il remporte 640 594 voix, soit 32,4 % des suffrages. Pour le second tour, il affronte Milan Bandić qui est parvenu à dépasser de 55 000 voix le candidat de la HDZ, Andrija Hebrang.
Au second tour, qui voit la participation progresser pour atteindre 50,1 %, il est largement élu président de la République en recueillant 1 339 385 suffrages, soit 60,3 % des voix. Il devance ainsi Milan Bandić de 456 000 voix.

### Président de la République
Il prend officiellement ses fonctions le 18 février suivant, succédant à Stjepan Mesić. C'est la première fois qu'un social-démocrate s'installe à la présidence depuis l'indépendance du pays. À 52 ans, il est alors le plus jeune chef de l'État élu depuis ce même événement.

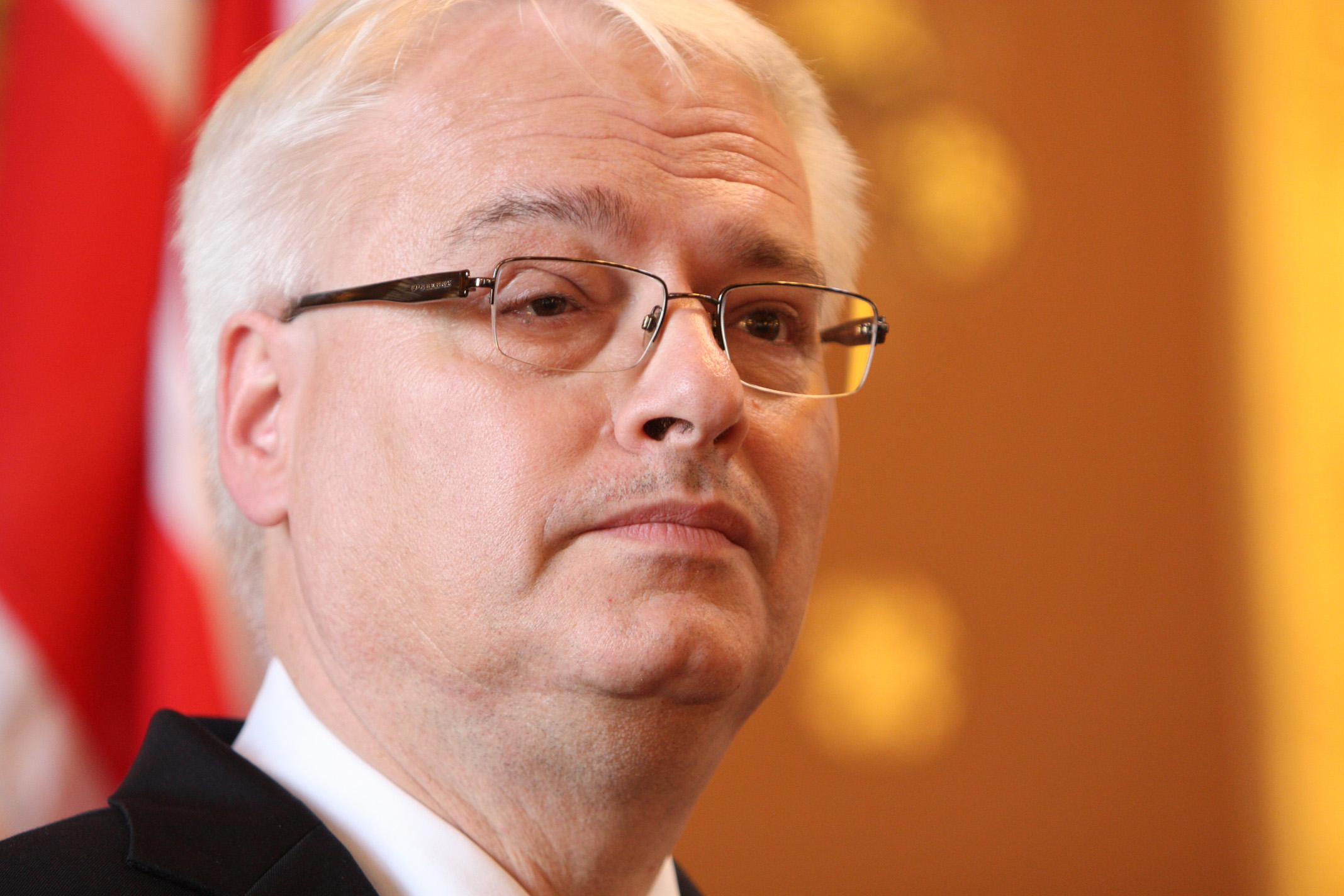
Ivo Josipović en 2013.

Au cours d'un discours prononcé le 14 avril 2010 devant le Parlement de Bosnie-Herzégovine, il affirme regretter que la Croatie ait « contribué » à « la politique des années 1990 qui voulait que la division de la Bosnie-Herzégovine soit la seule solution pour le pays », qui « a semé les graines du malheur ». Il s'agit du premier discours d'excuses officielles d'un responsable croate reconnaissant la volonté politique de division de la Bosnie-Herzégovine. Un an plus tard, il déclare également que les crimes commis par les Oustachis lors de la Seconde Guerre mondiale, comprenant ce qui s'est passé au camp de Jasenovac, ne devaient pas être oubliés.
Candidat à un second mandat, il se place en tête du premier tour de l'élection présidentielle, le 28 décembre 2014, en obtenant 38,5 % des voix, devançant de peu la candidate de l'Union démocratique croate (HDZ), Kolinda Grabar-Kitarović, créditée de 37,2 % . Lors du second tour, le 11 janvier 2015, sa rivale l'emporte de justesse, avec 50,7 % des voix. C'est la première fois depuis l'indépendance de la Croatie qu'un chef de l'État sortant n’est pas réélu et qu'une femme est élue à cette fonction au suffrage universel direct. Kolinda Grabar-Kitarović prend ses fonctions de présidente de la République le 18 février 2015.